# Приклон
Приклон — село в Меленковском районе Владимирской области России, входит в состав Даниловского сельского поселения.

## География
Село расположено на берегу реки Унжа (приток Оки) с северо-запада примыкает к райцентру городу Меленки.

## История
Предание относит основание села Приклона ко второй половине XVI века: в 1463 году жители разоренной Костромы, укрываясь от татар, поселились на реке Унже, назвав избранное ими место Приклоном. Первые же документальные сведения о селе Приклоне имеются в писцовых книгах 1628-30 годов. По этим книгам Приклон значится за помещиками Языковыми. В селе тогда была церковь Архангела Михаила с приделом святой мученицы Параскевы, построенная отцом одного из помещиков. Священника при церкви тогда не было; в селе были два двора вотчинников, двор приказчика, 4 двора крестьянских и 1 двор задворного человека. Из этой выписи можно заключить, что церковь в Приклоне уже существовала в конце XVI века, но во второй половине XVII века она почему-то запустела. В окладных книгах Рязанской епархии за 1676 год отмечено, что к церкви села Синжаны приписан приход пустовой церкви Архангела Михаила, что на Приклоне. Когда возобновлен здесь храм, с точностью неизвестно. Известно только, что до построения каменного храма в Приклоне был деревянный, построенный в 1788 году. В 1845 году на средства помещика Названова был устроен каменный храм, а в 1861 году к нему пристроена теплая трапеза. Престолов в этом храме два: главный – во имя Архистратига Михаила, а в трапезе - в честь Покрова Пресвятой Богородицы. В селе Приклон с 1892 года существовала церковно-приходская школа.
В конце XIX — начале XX века село в составе Лехтовской волости Меленковского уезда. 
С 1929 года и вплоть до 2005 года село входило в состав Большеприклонского сельсовета в составе Меленковского района. 

## Население
| 1859 | 1926 |
| ---- | ---- |
| 120  | 459  |

| 1859 | 1905 | 1926 | 2002 | 2010 | 2021 |
| ---- | ---- | ---- | ---- | ---- | ---- |
| 120  | ↗253 | ↗459 | ↘417 | ↗445 | ↘422 |

## Достопримечательности
В селе находится действующая Церковь Михаила Архангела (1845).